# Tour d'Alvik
La tour d'Alvik (en suédois : Alviks Torn) est un édifice du quartier d'Alvik à Stockholm en Suède,,,,.

## Présentation
La tour d'Alvik a ete construite à Gustavslundsvägen 149 sur la rive d'Alvik (sv).
L'immeuble de grande hauteur, inauguré en décembre 2014 est, avec ses 18 étages répartis sur 56,7 mètres, le plus haut bâtiment résidentiel de Västerort.

## Architecture
Le bâtiment a été conçu par C.F. Møller Architectes (en), le maître d'ouvrage est Peab (en) AB et le constructeur est Sweco.
Avant la construction du quartier de Racketen, un concours d'architecture a été annoncé et la proposition gagnante a été attribuée à C.F. Møller Architectes. Le choix s'est porté sur leurs tours et résidences presque sculpturales caractérisées par la lumière et des angles passionnants. L'immeuble de grande hauteur et le bloc résidentiel adjacent de neuf étages sont devenus un élément lumineux de l'environnement.
L'ensemble Alviks Torn se compose de deux bâtiments, de 18 et 9 étages respectivement. Il y a 151 appartements au total. Aux trois derniers étages, il n'y a qu'un seul appartement par étage. Ils mesurent 178 mètres carrés et disposent de balcons dans deux directions. Les premiers propriétaires d'appartements ont emménagé à Alviks Torn à la fin du mois de septembre-octobre 2014.
Avec ses dix-huit étages, Alviks Torn est aujourd'hui le plus haut immeuble résidentiel de Västerort. Grâce à une étroite collaboration avec la ville de Stockholm, qui partageait la vision des architectes d'utiliser le terrain et de créer des logements pour de nombreuses personnes, il est devenu possible de construire à une telle hauteur. En construisant en hauteur sur un terrain peu utilisé et en créant un environnement résidentiel attrayant, Peab a contribué à répondre à la demande de logements à proximité de la ville.
La cour intérieure est un grand espace vert. Dans la tour elle-même, les plus grands appartements bénéficient de vues dans plusieurs directions. Dans les bâtiments inférieurs se trouvent des appartements en duplex avec terrasse et balcon. Les appartements ont des plans d'étage bien pensés et disposent également d'un ascenseur qui descend directement au garage.

## La tour d'Alvik comme point de repère
Le grand bâtiment résidentiel est clairement visible de l'Essingefjärden (sv) et de Stora Essingen, Tranebergsbron et Fredhäll.
C'est donc un point de repère pour la rive d'Alvik (sv) et Alvik.
Les façades du bâtiment sont revêtues de dalles de granito en ciment blanc.
Selon les architectes du bâtiment, la forme de la tour a été « inspirée par les formations rocheuses acérées qui s'élèvent des eaux du lac Mälaren ». Il y a un total de 151 appartements dans le nouveau quartier résidentiel. Au pied du bâtiment de 18 étages se trouve un restaurant.
Le dernier étage a été vendu en 2014 à un couple pour 17,4 millions de couronnes. Depuis le 18e étage, la vue unique permet de voir Lilla Essingen, le Hötorgsskraporna, la tour de Kaknäs et l'horloge de NK et au loin le Globen.

## Galerie

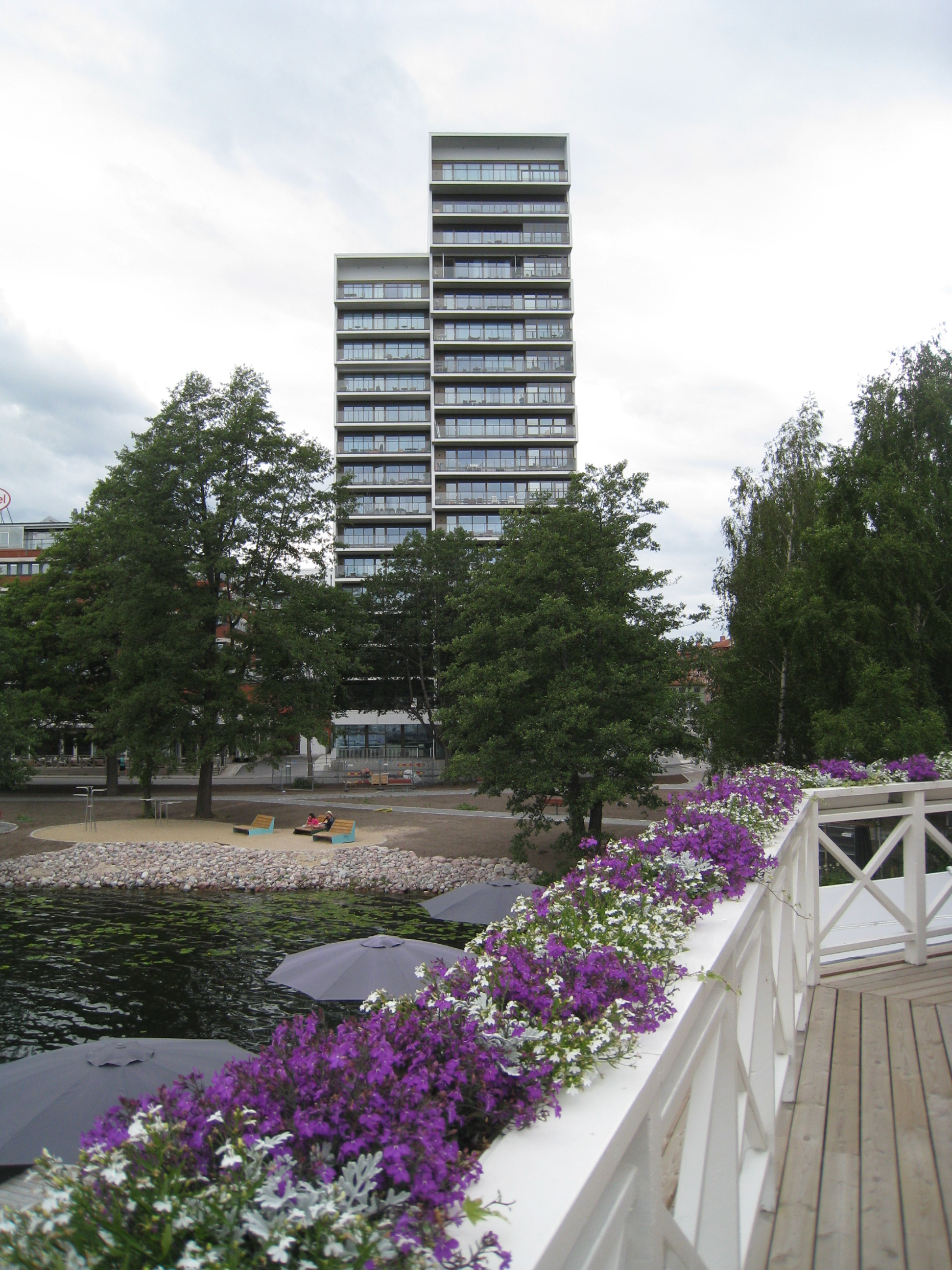
Alviks Torn, vue de la rive d'Alvik en juillet 2017.
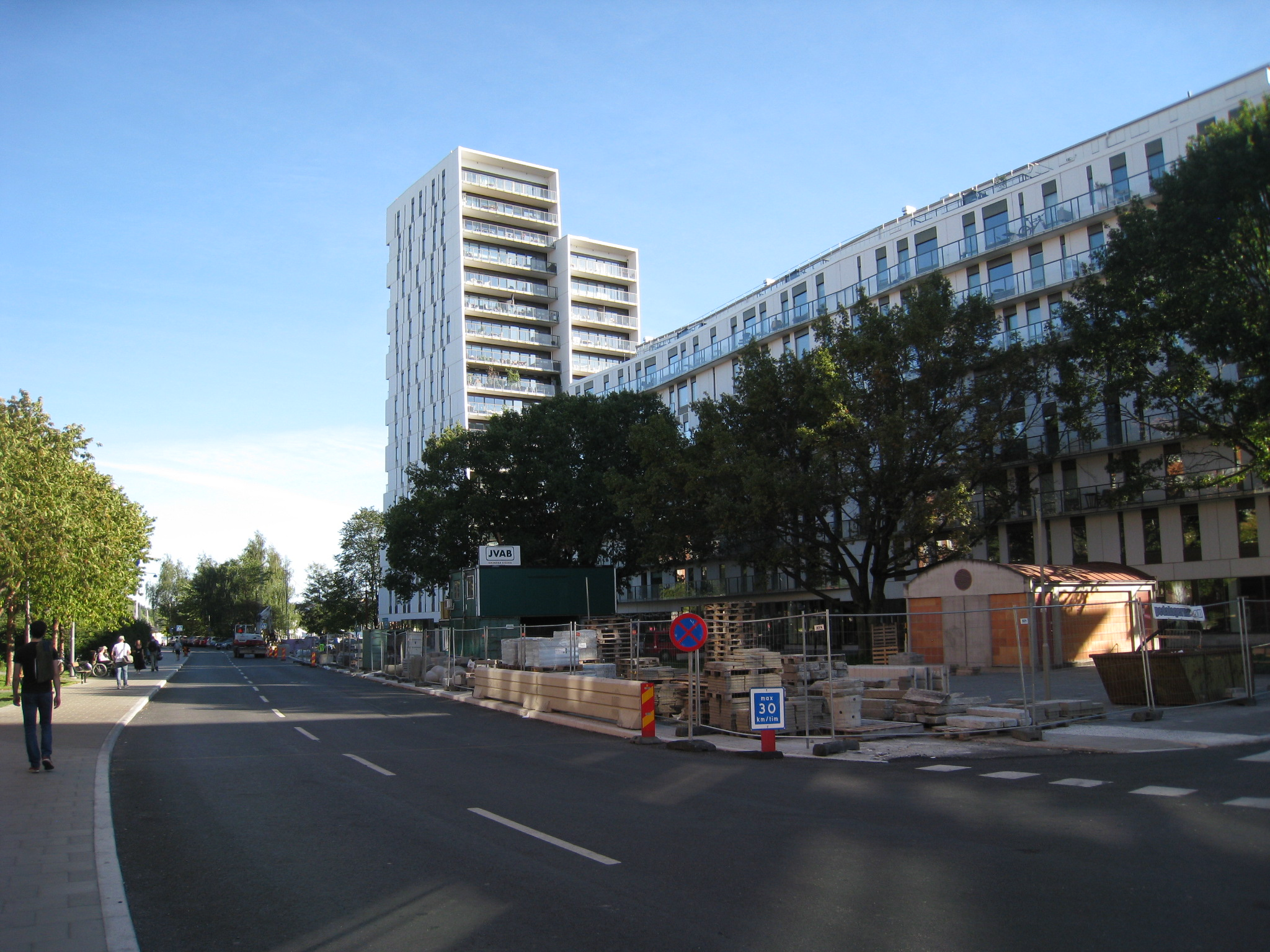
Alviks Torn à Gustavslundsvägen 149 sur la rive d'Alvik.
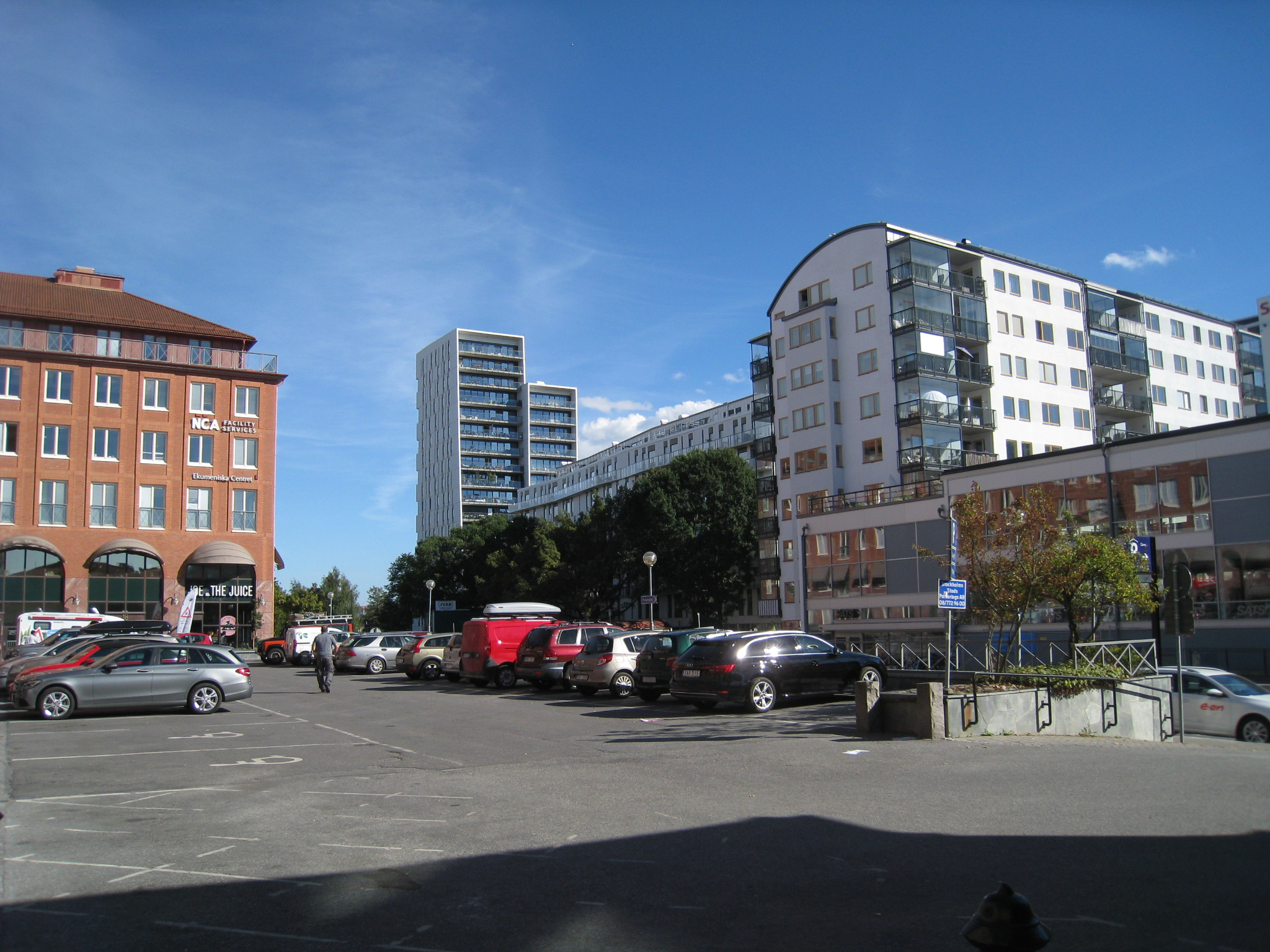
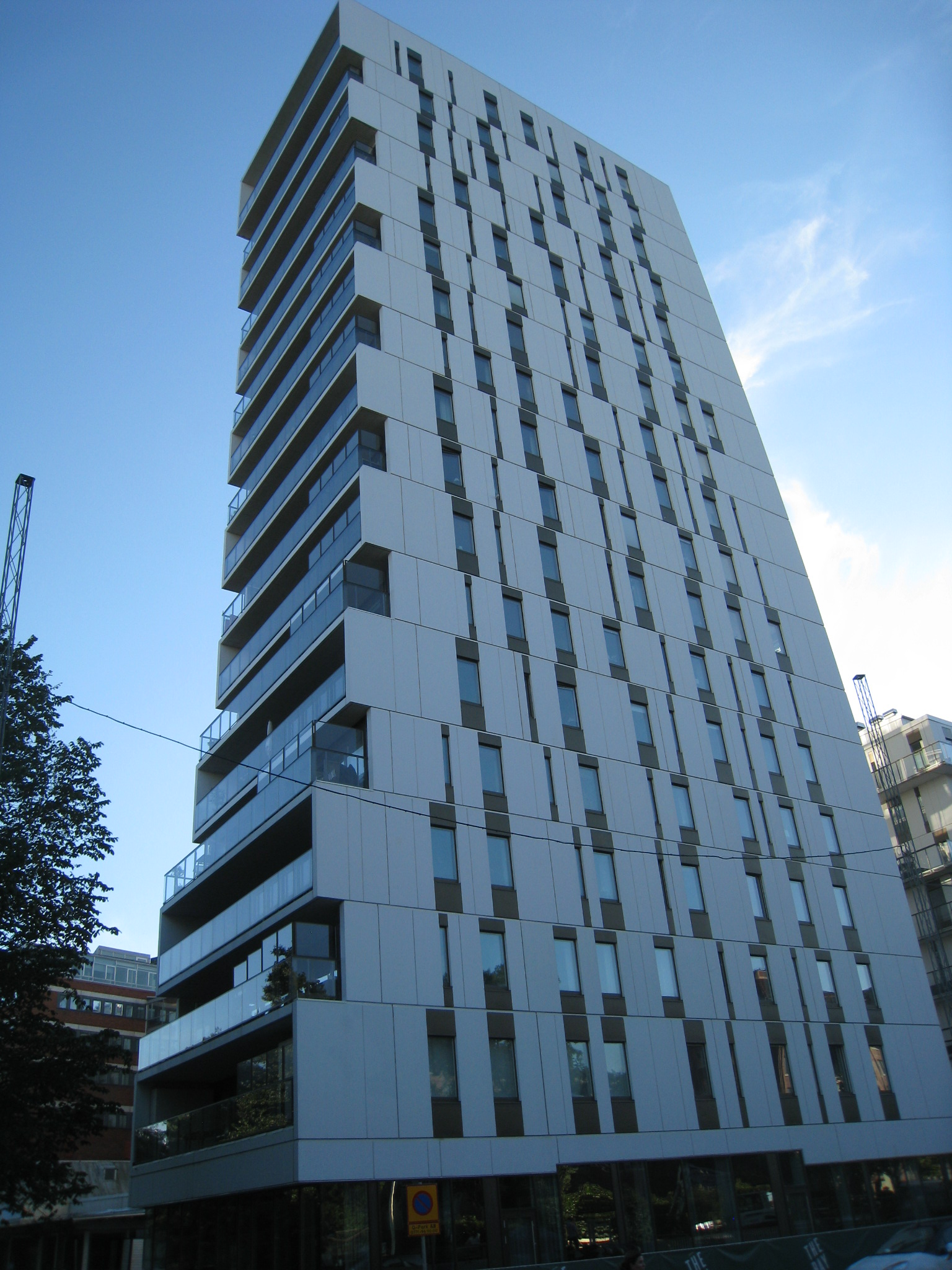
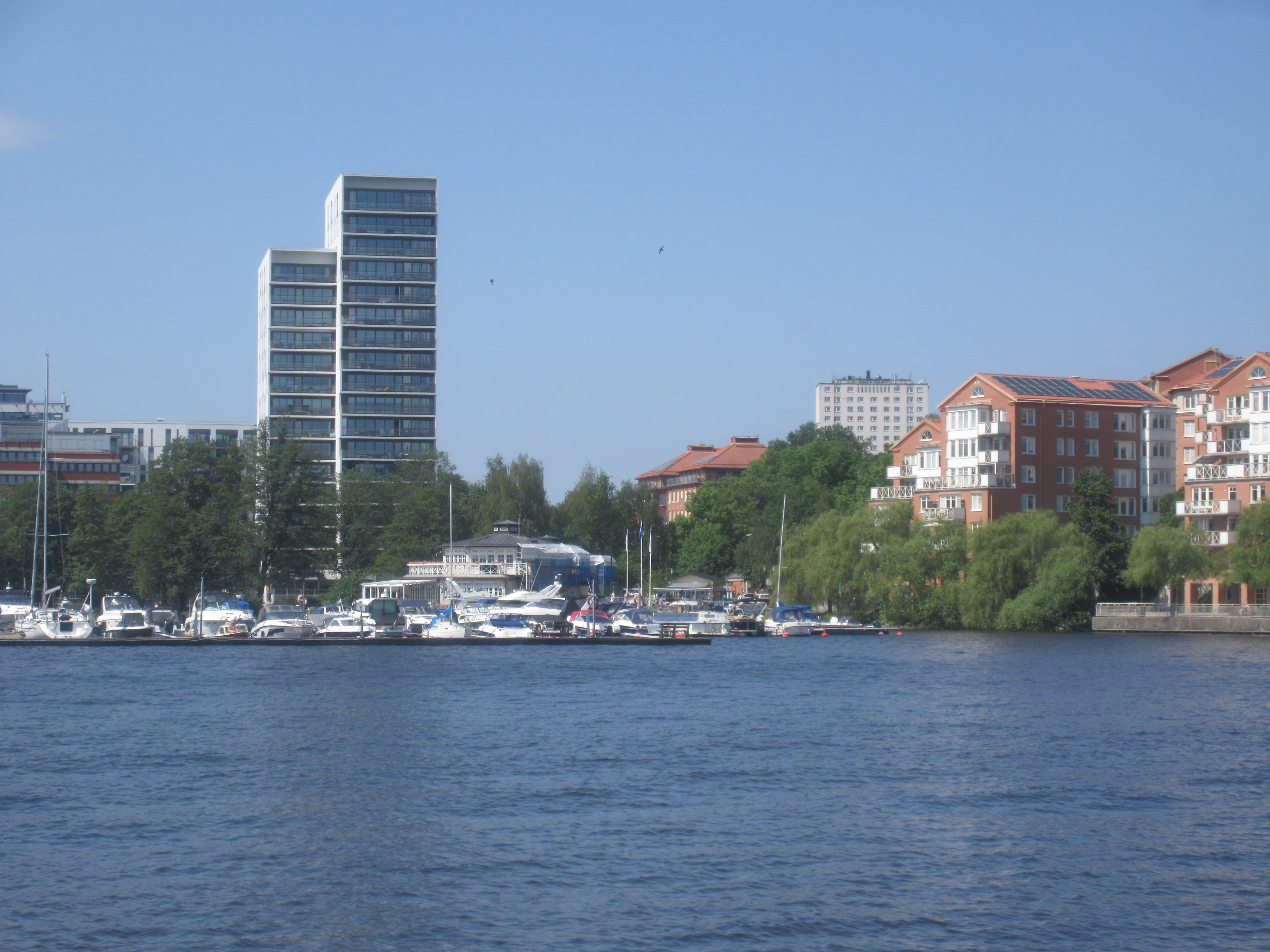